# Dominique Bertinotti
Pour les articles homonymes, voir Bertinotti.
Dominique Bertinotti, née Autaa le 10 janvier 1954 à Paris (Seine), est une historienne et femme politique française.
Membre du Parti socialiste, elle est maire du 4e arrondissement de Paris de 2001 à 2012, ministre déléguée à la Famille dans les gouvernements Ayrault I et II du 16 mai 2012 au 31 mars 2014.
Elle est maître de conférences à l'université Paris VII - Diderot, et conseillère d'État depuis juillet 2014.

## Biographie

### Jeunesse et études
Dominique Autaa naît dans le 16e arrondissement de Paris, le 10 janvier 1954. Elle habite en Seine-Saint-Denis pendant 20 ans. Elle suit des études d'histoire et est admise, en 1977, à l'agrégation d'histoire.
Elle commence sa carrière comme professeur dans un collège de l'Oise, puis au collège Jean-Baptiste-Clément à Dugny en Seine-Saint-Denis. En 1984, elle soutient une thèse de troisième cycle en histoire contemporaine sous la direction de René Rémond, dont le sujet est « La vision de la France chez François Mitterrand, de 1945 à 1981 (à travers ses œuvres et son action politique) », et pour laquelle elle réalise des entretiens auprès de François Mitterrand.

### Parcours professionnel
En 1984, elle devient assistante d'histoire contemporaine à l'université d'Amiens. En 1989, elle est nommée maître de conférences d’histoire contemporaine à l'université Paris-VII. De 1992 à 1995, elle devient chargée de mission auprès de François Mitterrand à l'Élysée, où elle est chargée du suivi des archives de l'Élysée. Elle rédige des notes historiques pour les écrits personnels de François Mitterrand sur les thématiques de politique étrangère et de défense.
De 1993 à 1997, elle est chargée de conférences de méthode « lecture de textes historiques » (SAS histoire) à l’Institut d'études politiques de Paris.
Elle continue de travailler avec François Mitterrand à la fin de son second septennat et au-delà. De 1994 à 1995, elle participe activement à la création d’une fondation qui deviendra l’Institut François-Mitterrand. De mai 1995 à janvier 1996, elle travaille avenue Frédéric-Le-Play, où elle collabore à la rédaction et à la relecture des ouvrages de François Mitterrand : De l’Allemagne, de la France et Mémoires interrompus, publiés après sa mort, aux éditions Odile Jacob.
En 1995, elle est nommée par François Mitterrand mandataire des archives présidentielles des deux septennats : suivi du fonds constitué de plus de 10 000 cartons et examen des dérogations en collaboration avec les Archives nationales.
1996-2001 : secrétaire générale de l’Institut François-Mitterrand. Membre du conseil d’administration de l’Institut depuis 2001.
1993 : première candidature aux élections législatives dans la 1re circonscription de Paris.
1995 : tête de liste socialiste lors des élections municipales, elle recueille 48 % des voix et devient conseillère de Paris.
2001 : élue maire du 4e arrondissement de Paris qui pour la première fois bascule à gauche (54 % des voix).
2006-2007 : membre active de la campagne présidentielle de Ségolène Royal et mandataire financière de la candidate du PS.
2008 : réélue maire du 4e arrondissement avec près de 62 % des voix.
2010 : publication de Être maire à Paris, livre d'entretiens, préface de Théo Klein, Éditions Téraèdre.
2011 : directrice de campagne de Ségolène Royal lors des « primaires socialistes de 2011 ». Membre du groupe chargé du projet présidentiel de François Hollande.
2012 : ministre déléguée à la Famille. Elle quitte ses fonctions de maire d'arrondissement et est remplacée par Christophe Girard.
2014 : nommée au Conseil d'État
2015 : dans la perspective du congrès socialiste de Poitiers, elle prend position en faveur de la motion D « La fabrique socialiste », dont la première signataire est Karine Berger.

## Carrière politique
Membre de la section du PS du 4e arrondissement de Paris depuis 1988, Dominique Bertinotti se présente pour la première fois aux élections législatives de 1993 dans la 1re circonscription de Paris où elle obtient, dans un contexte défavorable à la gauche, un score de 45 % au second tour face à Laurent Dominati.
Tête de liste socialiste (listes « Paris s’éveille, Bertrand Delanoë ») dans le 4e arrondissement de Paris lors des élections municipales de 1995, elle recueille 48 % des voix et devient conseillère de Paris.
De 1995 à 2001, elle joue un rôle d’opposition actif et suit les principaux dossiers du 4e arrondissement.
En 2001, la liste « Changeons d’ère » qu’elle conduit dans le 4e arrondissement obtient 54 % des voix. Dominique Bertinotti devient alors maire du 4e arrondissement le 2 avril 2001.
De 2001 à 2007, Dominique Bertinotti engage le 4e arrondissement dans 5 directions prioritaires : développer la démocratie locale, réaffirmer la vocation résidentielle de l’arrondissement, créer un meilleur environnement urbain pour améliorer la qualité de vie, favoriser la solidarité dans l’arrondissement et enfin dynamiser la vie économique et culturelle.
Au sein du Parti socialiste, Dominique Bertinotti devient membre suppléant au Conseil national de 2001 à 2003. Marquant son désaccord profond avec l'appel au « non » de Laurent Fabius sur le référendum sur la Constitution européenne, elle quitte le courant fabiusien en septembre 2004.
Elle est à l’initiative du groupe « Nouvelle Voix », créé au sein du parti socialiste en 2005 avec Gaëtan Gorce, Christophe Caresche et Jean-Louis Bianco. Ce regroupement de parlementaires, d’élus et de responsables fédéraux tente de donner une voix différente à la politique socialiste. Dominique Bertinotti travaille alors sur les sujets relatifs au modèle social français, à l’exclusion et à la précarité, à la politique de proximité et à l’enseignement supérieur et la recherche. La majorité de ce groupe rejoint Ségolène Royal en août 2006 au moment de la campagne interne.
Membre active de la campagne de Ségolène Royal, elle devient mandataire financière de la candidate à l’élection présidentielle le 28 novembre 2006.
Aux élections municipales de mars 2008, la liste qu'elle conduit obtient 60,95 % des suffrages au second tour, contre 39,05 % à Vincent Roger UMP.
Fin 2012 puis début 2013, elle participe activement au projet de loi sur le mariage homosexuel jusqu'à son adoption.
Le 22 novembre 2013, elle annonce qu'elle souffre d'un cancer du sein,,,.
Lors de l'élection régionale de 2015 en Île-de-France, elle est candidate en position non éligible sur la liste parisienne conduite par Marie-Pierre de La Gontrie.
Après la victoire de Benoît Hamon à la primaire citoyenne de 2017, elle est nommée responsable thématique « Famille, questions sociétales » de sa campagne présidentielle,
Le 1er juillet 2017, elle quitte le Parti socialiste pour rejoindre Génération.s de Benoît Hamon.
En 2020, elle quitte Génération.s pour rejoindre Génération écologie en tant que « vice-présidente, chargée de l’innovation démocratique ». Début 2023, elle ne figure plus dans l’organigramme.

## Controverses
Un rapport de la Chambre régionale des comptes d'Île-de-France publié en janvier 2015 constate des irrégularités dans la gestion de l'Espace d'animation des Blancs-Manteaux lorsque Dominique Bertinotti était maire du 4e arrondissement de Paris. Le procureur financier a décidé de déférer Dominique Bertinotti devant la Cour. Cette dernière a demandé la protection fonctionnelle à la ville de Paris.
En tant que mandataire des archives présidentielles des deux septennats de François Mitterrand, elle empêche, malgré les déclarations de François Hollande d'ouverture des archives, de faire la lumière sur le rôle de la France et particulièrement celui de l’Élysée dans le génocide des Tutsis au Rwanda avant le 9 novembre 2021, jour où le mandat lié au protocole en vigueur spécifique de 25 ans cessera de s'appliquer. Le Conseil d'État, le 12 juin 2020, a annulé les décisions rendues par le tribunal administratif de Paris, en estimant : « Au regard de la liberté de recevoir et de communiquer des informations et des idées pour nourrir les recherches historiques et le débat sur une question d’intérêt public, un intérêt légitime sans qu’y fasse obstacle sa qualité de physicien, directeur de recherche au CNRS. Il est vrai que la communication des archives litigieuses aurait pour effet de révéler des informations relevant du secret des délibérations du pouvoir exécutif et touchant à la conduite des relations extérieures. Mais d’une part, les documents litigieux, dont aucun élément au dossier ne conduit à penser qu’ils comporteraient des éléments de nature à compromettre, à la date de la présente décision, les intérêts fondamentaux de l’État ou la sécurité des personnes, portent sur des événements qui sont survenus il y a plus d’une génération et dont les acteurs ne sont plus, pour la plupart, en activité. D’autre part, il ressort des pièces du dossier que la consultation anticipée des documents litigieux a fait l’objet de plusieurs autorisations ayant donné lieu à leur utilisation dans le cadre de divers articles, ouvrages et rapports. Par ailleurs, certaines des informations qu’ils comportent ont déjà été rendues publiques, en particulier par le rapport d’information n°1271 de l’Assemblée nationale du 15 décembre 1998 sur les opérations militaires menées par la France, d’autres pays et l’ONU au Rwanda entre 1990 et 1994 ». Il autorise par conséquent la consultation des archives.

## Décorations
- Chevalier de la Légion d'honneur en 2015[17]

## Ouvrage
- Le Jour où la gauche s'est perdue, Calmann-Lévy, 2016.